# Bolzano Vicentino
Pour les articles homonymes, voir Bolzano (homonymie).
Bolzano Vicentino est une commune italienne de la province de Vicence, dans la région Vénétie.

## Administration
| Période                                  | Période | Identité | Étiquette | Qualité |
| ---------------------------------------- | ------- | -------- | --------- | ------- |
|                                          |         |          |           |         |
| Les données manquantes sont à compléter. |         |          |           |         |

### Hameaux
Crosara, Lisiera, Ospedaletto.

### Communes limitrophes
Bressanvido, Monticello Conte Otto, Quinto Vicentino, San Pietro in Gu, Sandrigo, Vicence.

## Culture
La commune est célèbre pour la villa Valmarana (Lisiera), l'un des chefs-d’œuvre de Palladio.